# 德吉曲央

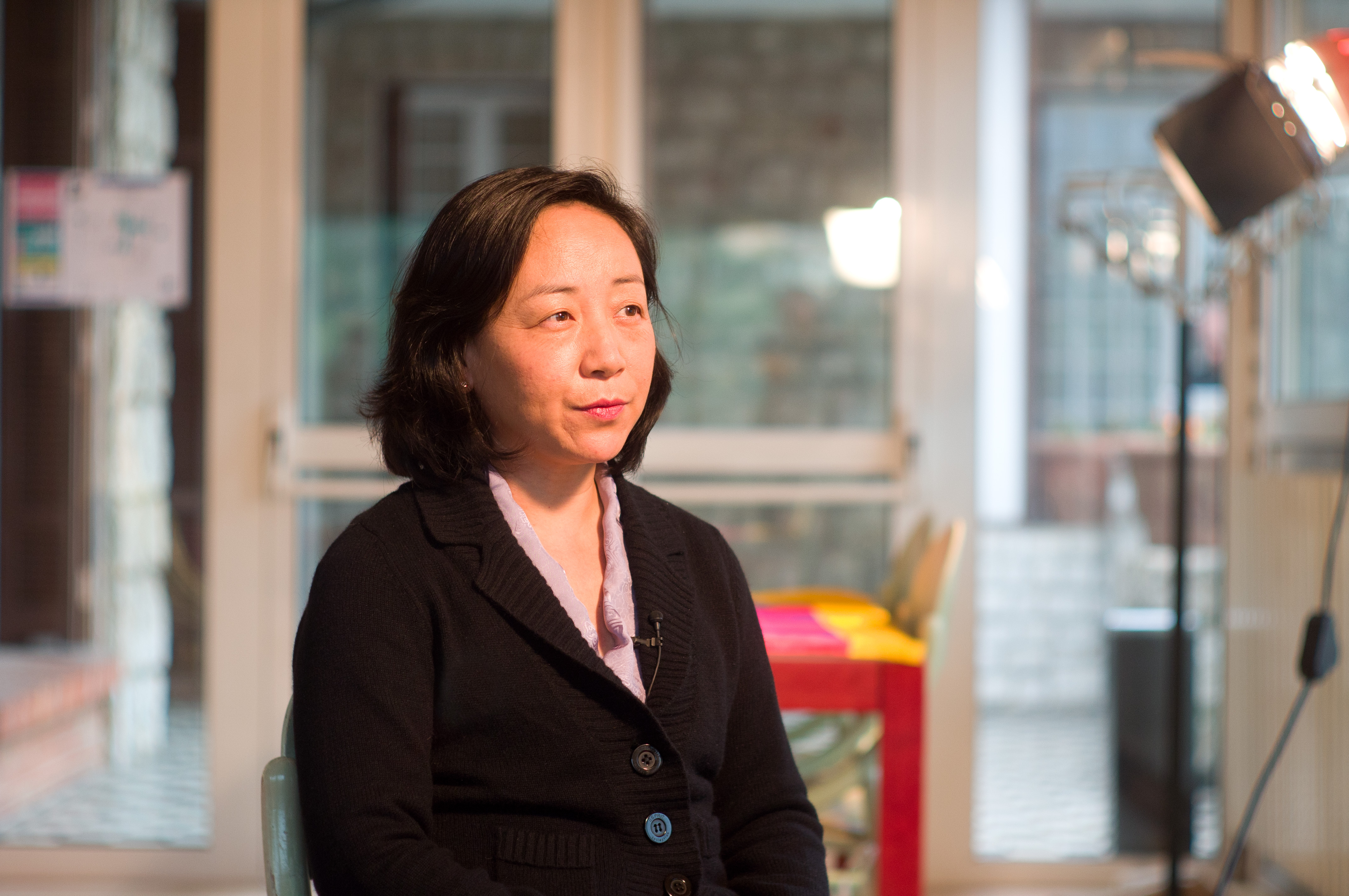
德吉曲央（2011年摄于法国尼斯）

德吉曲央（藏語：བདེ་སྐྱིད་ཆོས་དབྱིངས་，威利转写：bde skyid chos dbyings，1966年—），原西藏流亡政府外交与新闻部部长。

## 生平
1966年出生于印度，后移民加拿大，在蒙特利尔长大。她曾先后获得麦吉尔大学国际企业和行销学位、美国印第安纳大学中欧亚研究硕士、圭尔夫大学规划与国际发展硕士学位。2011年9月起，德吉曲央出任西藏流亡政府外交与新闻部部长。2016年2月，她辞去了外长一职，该职位由司政洛桑森格暂代。